# جيمس دوين
جيمس دوين (بالإنجليزية: James Duane)‏ هو عالم قانوني أمريكي، ولد في 30 يوليو 1959.